# Thierry Bastien
Thierry Bastien (ur. 1 stycznia 1969) – francuski zapaśnik walczący w stylu klasycznym. Zajął 22. miejsce na mistrzostwach świata w 1997. Ósmy na mistrzostwach Europy w 1993. Wicemistrz igrzysk śródziemnomorskich w 1997, trzeci w 1993 i siódmy w 1991. Trzeci na MŚ kadetów w 1985. Mistrz Francji w 1992, 1993, 1995, 1996 i 1997 roku.